# Riazã
Riazã (russo:  Рязань; IPA: [rʲɪˈzanʲ] (escutarⓘ)) é uma cidade da Rússia, capital da província de mesmo nome.

## Esporte
Riazã é a sede do Estádio CSK e do FC Spartak Riazan, que participou do Campeonato Russo de Futebol.

## Personalidades
- Ivan Pavlov (1849-1936), Prémio Nobel de Fisiologia ou Medicina de 1904
- Alexandra Trusova, patinadora artística sobre gelo